# Davies Building
Het Davies Building (ook Olin Building of Marion Davies Building) is een 83 meter hoog kantoorgebouw in Midtown Manhattan in New York. Het gebouw is ontworpen door het architectenbureau Emery Roth & Sons en werd gebouwd tussen 1953 en 1955. Davies Building telt 22 verdiepingen. In het gebouw bevindt zich onder andere het consulaat-generaal van Zuid-Korea en de Korean Cultural Service New York (KCSNY), dat door het consulaat-generaal gesponsord wordt. KCSNY organiseert regelmatig tentoonstellingen over Zuid-Korea in het gebouw.  Beneden in het Davies Building bevindt zich winkelruimte. De vloeroppervlakte van het gebouw bedraagt 30.000 m² en sinds 2007 is het Davies Building gecertificeerd door Energy Star.
Het Davies Building is gelegen op het adres 460 Park Avenue en bevindt zich op de hoek van Park Avenue en East 57th Street. Het gebouw grenst aan twee gebouwen: aan het Four Seasons Hotel New York in het noordwesten en aan 470 Park Avenue in het noordoosten. Aan de overkant van Park Avenue bevindt zich de Ritz Tower en aan de overkant van East 57th Street bevindt zich 450 Park Avenue.